# Sä huudat
Sä huudat è un singolo del rapper finlandese Cheek, pubblicato il 19 agosto 2015 dalla Liiga Music. Cheek stesso è l'autore del brano, aiutato da Antti Riihimäki e dal produttore musicale di Tampere MMEN.
Il brano è entrato nelle classifiche finlandesi nella 34ª settimana del 2015 raggiungendo la prima posizione nella classifica dei brani più venduti e più scaricati.
Dal brano è stato girato un video musicale da Hannu Aukia e pubblicato sull'account di YouTube dell'etichetta discografica il 27 agosto 2015.

## Tracce
1. Sä huudat – 3:10

## Classifiche
| Classifica (2015)    | Posizione massima |
| -------------------- | ----------------- |
| Finlandia            | 1                 |
| Finlandia (download) | 1                 |
| Finlandia (radio)    | 7                 |